# أحمد الأسير الحسيني
أحمد محمد هلال الأسير الحُسيني داعية وواعظ وفقيه (ولد في صيدا، في منطقة عين الحلوة، لبنان (13 أكتوبر 1968 ) شيخ سني لبناني ذو توجه سلفي، ترعرع في منطقة حارة صيدا ذات الغالبية الشيعية، نشأ في بيتٍ بعيد عن التدين يسوده جو الطرب والغناء بحكم مهنة والده سابقاً فوالده محمد هلال الأسير عازف عود ومطرب سابق أما والدته مسلمة شيعيّة من مدينة صور، تزوّج في مقتبل العمر ورزق بثلاثة أبناء، يسكن منذ سنوات في قرية مسيحيّة - يرى المراقبون في هذا الخليط سبباً رئيسياً في تكوين شخصيته الشمولية وطرحه المدرك لحقيقة الواقع اللبناني - عرف التدين بُعَيد الاجتياح الإسرائيلي وانخرط في صفوف الجماعة الإسلامية اللبنانية عام 1985 حتى 1988. شارك في مقاومة العدو الصهيوني وعملائه في لبنان، ثم تعرّف على عمل الدعوة والتبليغ سنة 1989 حيث أسس له في مدينة صيدا والجنوب. أكمل دراسته الشرعية في كلية الشريعة في بيروت، ثم أسس مع بعض الأشخاص مسجد بلال بن رباح سنة 1997 ثم تمايز عن جماعة الدعوة والتبليغ وهو اليوم لا ينتمي لأي حزب أو جماعة.
درس العلوم الشرعية في كلية الشريعة التابعة لدار الفتوى في بيروت، ولقّب بالأسير لأن أحد أجداده أسر من الفرنسيين في مالطة أيام الانتداب. إشتهر منذ بداياته بنزعته السلفية، لكن نجمه لم يسطع إلا في العام 2011 بعدما أعلن دعمه للثورة السورية.
وثمة سبب آخر كان له دور في إذاعة صيت الأسير، هو دعوته للاعتصام ضد تنظيم حزب الله عام 2012 في ساحة الشهداء، ومهاجمته للأمين العام للحزب، حسن نصر الله، فسطع اسم الأسير مع بدء الصراع السوري والتوترات بين السنة والشيعة في لبنان. فيما جاءت الاتهامات ضده تتضمن تشكيل جماعة إرهابية والتحريض على العنف ضد الجيش.
يُعرف أحمد الأسير الحسيني بكونه داعية إسلامي ومصلح اجتماعي، ثائر على مشاريع الظلم، له زوجتان وثلاثة أبناء، ويعتبر اليوم أبرز الأسماء السنية اللبنانية التي فتحت جبهة ضد حسن نصر الله وحزبه، وقد كانت أولى اطلالاته مُنصباً نفسه مدافعاً عن السنة عندما طالب من محمد يزبك بالاعتذار بعد تعرضه للسيدة عائشة . وفي عام 2011 دعم للثورة السورية ما أكسبه شهرة واسعة، ودعى في عام 2012 إلى ما سماه بـ اعتصام الكرامة الذي شلّ مدينة صيدا لأسابيع من أجل نزع سلاح حزب الله.
كما عُرف الأسير الذي شكل حالة مثيرة للجدل في المجتمع اللبناني بأنه مناهض لحزب الله وللنظام السوري، وخاض في يونيو (حزيران) 2013 معركة ضد الجيش اللبناني في عبرا التابعة لمدينة صيدا جنوبي لبنان، وهو محكوم غيابياً بالإعدام منذ فبراير (شباط) 2014. حيث شهدت مدينة صيدا في 23 يونيو 2013 وعلى مدى يومين أحداث دموية مُسلحة دارت بين الجيش اللبناني وأنصار أحمد الأسير وعناصر من حزب الله ما أدى إلى سقوط 18 شخص من الجيش اللبناني وأكثر من 100 جريح وقد إنتهى الأمر باختباء الأسير مدة عامين. وفي 28 فبراير 2014 حكم القضاء اللبناني عليه بالإعدام. بتمهة الإقدام على تأليف مجموعات عسكرية تعرضت لمؤسسة الدولة المتمثلة بالجيش وقتل ضباط وأفراد منه واقتناء مواد متفجرة وأسلحة خفيفة وثقيلة استعملت ضد الجيش.
وفي 15 أغسطس 2015 أوقف أحمد الأسير في مطار رفيق الحريري الدولي أثناء محاولته الهرب خارج لبنان بعدما أجرى عملية تعديل في مظهره الخارجي بجواز سفر مزور. في 28 أيلول 2017م حُكم بالإعدام.

## النشأة
أحمد الأسير الحسيني من مواليد صيدا، والدته شيعية من عائلة حاجو من بلدة صور، جدّه هو يوسف بن عبد القادر بن محمد الحسيني أما لقب الأسير، لقب اشتهرت به عائلته لأن أحد أجداده أسره الفرنج بمالطة ولما عاد إلى صيدا عُرف بين مواطنيه باسم الأسير. في حارة صيدا ولد أحمد الأسير في 13 تشرين الأول 1968، الحارة كانت آنذاك لا تشبه ذاتها اليوم، كانت قرية نائية، بعيدة من ضجيج المدينة؛ جبال ومغاور وهدوء، عاش أحمد الأسير في الحارة حتى العام 1982 كان طفلاً يلهو إينما كان، تساعده في ذلك الحرية التي كانت أعطيت له من والديه، الضوابط كانت واضحة؛ العودة إلى المنزل قبل المغيب، غير ذلك لا شيء. مارس الأسير كل الأنشطة التي يمكن لطفل أن يقوم بها؛ اللعب بالدراجة الهوائية وكرة القدم وعصابات الحجارة والغلل وسرق الأكيدينيا من البساتين وغيرها. «ما بيهدا» هكذا وصف بعض العارفين بالأسير في طفولته، لكن النشاط الزائد لذاك الصبي لم يخفِ رغبته في الوحدة فكان يحب أن يجلس وحيداً في كثير من الأحيان، يصادق شخصاً أو اثنين، لا أكثر، في غالب الأحيان يكبرونه سنّا.

### الوالدين والإخوة
ولد الأسير من امّ شيعية ووالد سنّي، «بالاسم» كما يقول فلا والدته ولا والده كانا يفقهان الدين وتالياً انتماءاتهما الطائفية كانت اسمية، لم يكن الأسير أساساً من عائلة يمكن تمييزها أو يمكن النظر إليها نظرة نمطية، عائلة بعيدة من التدين، فالأب مغنٍّ يحيي حفلات في المطاعم والمهرجانات، يشرب الكحول ولا يهتم بالقضايا الدينية، والأم شيعية قبلت بزواجها رغم انتماء الزوج الطائفي المختلف، تخرج الأب في ستوديو الفن في فئة العزف على العود والدربكة، ليمتهن الغناء بالمطاعم والحفلات، الأسير نشأ في بيت فني، لم يكن فيه مكان للدين، طبقاً لما قاله الأسير العام الماضي، فوالده محمد كان عازف عود ودربكة، وتخرج في برنامج شبيه تقريباً بصياد المواهب أراب آيدول، وهو ستوديو الفن الذي بدأ في 1972 على شاشة تلفزيون لبنان الرسمي ثم انتقل إلى قناة LBC وتوقف في 2001 ليعود ثانية عبر محطة إم تي في اللبنانية، كان والده معجباً بالرئيس جمال عبد الناصر مبدئياً، كما كان معظم الناس لكنه لم يكن متحزباً، أكثر ما كان يضايق الأسير في والده أن الأخير كان يتعامل وفق قاعدة «أكبر منك بشهر أفهم منك بدهر» فكانت معظم المشكلات نتيجة هذه السياسة، «كان لازم يروق علينا شوي.» كما يقول الأسير. وترعرع أحمد الأسير في الحارة حيث أغلبية السكان شيعة.
والدة الأسير من عائلة حاجو وهي من مدينة صور بأقصى الجنوب اللبناني، وهو لا يخفي تعلقه وارتباطه بأخواله وأولادهم وكيف أمضى طفولته بينهم، لكنه تنبّه في إحدى المرات وقال:«خالاتي متزوجات من رجال سُنَّة، والوحيدة التي تزوجت شيعياً هو من صيدا.» وللأسير شقيق واحد أصغر منه اسمه أمجد، وكان عازفاً أيضاً مع أبيه في الحفلات، ثم تغيّر بعد تدينه وأصبح الآن مسؤولاً عن ميليشيا مسلحة أسسها أخوه الذي يمضي معظم وقته في المسجد الواقع بمنطقة عبرا، القريبة كيلو مترين من صيدا. كما للأسير 3 شقيقات نهاد ووسيلة ونغم.

### جد الأسير
أحد أجداد أحمد الأسير كان اسمه يوسف بن عبد القادر بن محمد الحُسيني، وكان شاعراً وفقيهاً وكاتباً، ولد قبل 200 عام في صيدا، وأقام في دمشق والقاهرة، وشغل منصب مفتي عكا. كما كان واحداً من رواد النهضة الفكرية في بلاد الشام. والشيخ أحمد الأسير ليس من عائلة الأسير أصلاً؛ لأنه لقب لجده الذي وقع أسيراً في معركة مع الفرنسيين بمالطا، وعندما عاد إلى لبنان لقبوه بالأسير، وطغى اللقب فأصبح هو العائلة، لذلك تقدم الشيخ أحمد الأسير في 2005 بدعوى لدى محكمة الأحوال الشخصية في صيدا لإضافة الحُسيني فأصبح، بحسب الحكم الذي ناله بعد عام، أحمد محمد هلال الأسير الحُسيني، محققاً بالتغيير رغبته في الانتساب إلى آل البيت عن طريق الحسين بن علي بن أبي طالب.
فيرجع نسب هذه العائلة إلى البيت النبوي عن طريق سبط النبي محمد ﷺ الحسين بن علي بن أبي طالب .
ولد الشيخ يوسف الأسير في مدينة صيدا بلبنان في شهر ذي القعدة سنة 1230 هـ 1815م وقيل بعد هذا التاريخ بسنتين، بدأ نشأته الأولى في صيدا وأخذ علومه الأولى في هذه المدينة. ومن شيوخه في هذه الفترة الشيخ إبراهيم عارفة الذي علّمه القرآن الكريم مع الشيخ علي الديربي، وقد كان عندما اتّقن القرآن الكريم قراءة وتجويداً في السابعة من عمره. وبقيَ نحو خمس سنين يتتلمذ على الشيخ علي الشرنبالي الذي لقّنه مبادئ العلوم العربية والدينية.
اتصل به المرسلون الأميركان، وكلّفوه تصحيح لغة الكتاب المقدّس الذي ترجموه إلى العربية، وطلب إليه القسّ إيلي سمث والقس الدكتور كارنيليوس فاندايك أعطاءهما دروساً في اللغة العربية، وفي أثناء ذلك طلب من المبشّرين الأميركان نظم بعض الترانيم الدينية لتلاوتها في كنائسهم الإنجيلية، وتعليم اللغة العربية لطلابهم في المدرسة السورية الإنجيلية، الجامعة الأميركية حالياً.
دعي الشيخ يوسف الأسير لوظيفة مفتي مدينة عكا بفلسطين، ولما أصبح جبل لبنان متصرفيّة ممتازة بموجب البروتوكول الذي وقّعته الدولة العثمانية مع الدول الأوروبية في العام 1864م، طلبه داود باشا الأرمني أول المتصرّفين للقيام بوظيفة النائب العام في حكومته. ومن حكومة جبل لبنان انتقل الشيخ يوسف الأسير إلى اسطمبول حيث كلّف تدريس اللغة العربية في دار المعلمين الكبرى.
عاد إلى وطنه واستقر في مدينة بيروت منصرفاً إلى التعليم في مدارسها، من ذلك مدرسة الحكمة المارونية التي أسّسها يوسف الدبس مطران الموارنة في بيروت سنة 1865م، والمدرسة الوطنية التي أسّسها المرسلون الأميركان سنة 1863م، وأشرف عليها من طرفهم المعلم بطرس البستاني أحد تلامذتهم القدامى، ومدرسة الثلاثة أقمار للروم الأرثوذكس التي أنشئت أول الأمر في سوق الغرب بلبنان ثم نقلت سنة 1866م إلى بيروت، والمدرسة السورية الانجيلية، الجامعة الأميركية اليوم، التي أسّسها المرسلون الأميركان أول الأمر في عبيه سنة 1847 م ثم نقلوا مركزها إلى بيروت سنة 1866م. كان الشيخ يوسف الأسير أحد روّاد النهضة الفكرية في هذه البلاد، وهو يعتبر في طليعة العلماء الاعلام الذين ابتدأت بهم طلائع الحركة الثقافية في القرن العشرين.

### الدراسة
بدأ الأسير دراسته في مدرسة ألكسندرا أنطاكي التي كانت تدار من الراهبات في صيدا وهي اليوم مدرسة معروف سعد، ثم انتقل إلى المدرسة التكميلية للصبيان بعدها قرر الدخول إلى مهنية صيدا لدراسة الإلكترونيك، رفض أهله الفكرة واصرّوا على أن يكمل دراسته الثانوية لكن في النهاية حصل على ما يريد، لم يكن الأسير تلميذاً مشاغباً بل على العكس تماماً، كان خجولاً وهادئاً وكان بعيداً كل البعد من صفة زعيم الصف. عام 1995 قرر الأسير تحصيل العلم الشرعي وبدأ التخصص في كلية الشريعة في دار الفتوى في بيروت ونال إجازة ودبلوماً في الفقه المقارن، ثم بدأ يعد لنيل الماجستير، لكن انشغاله في المجال الدعوي حال دون نيلها القرار لم يكن قرار الأسير وحده بل قرار من كانوا حوله الذين فرضوا عليه قبول راتب شهري قيمته 500 دولار ليتفرغ للتحصيل العلمي.
رغب الأسير في تعلم الموسيقى وفي أن يكون فنّاناً، لكن والده رفض ذلك معتبراً أن هذه المهنة «ما بتطعمي خبز.» يعلق أحد أقارب الأسير على هذه القصة بالقول:«كان والده على حقّ، فمهنته الحالية مربحة أكثر، لكن أغلب الظن أنه ندم لعدم تعليمه الموسيقى.» لم يكن الأسير يرى في مهنة والده مشكلة، إلا أنه حينما أصبح من أنصار الجماعة الإسلامية ظهر المشكل. يروي الأسير في لهجة يمتزج فيها الاستغراب بالاستهزاء أنه سأل أحد مشايخ الجماعة:«ماذا أفعل؟ والدي يعمل مغنّي وماله حرام؟ أجابني: إذا صودفت وأباك في مكان يمارس فيه عمله فلا ضير من ضربه.» يضحك الأسير عند ذكر هذه القصة «لقد كنت على استعداد لفعل ذلك لكن الحمد الله لم أصادفه، يعلموك الدين بالقلب.» يؤكد الأسير أنه يحب الصوت الجميل والطرب الأصيل ويستدرك:«كنت أحبهم، هم في الدين حرام، لذا لا أسمعهم.» ويحمّل الأسير المنشدين مسؤولية عدم ارتقائهم بالفن الملتزم إلى مستوى رفيع يعوض غياب ما هو محرّم.

### الهوايات
هواية الأسير الأولى هي كرة الطاولة - بينغ بونغ - تعلم مذ كان في المدرسة التكميلية الرسمية للصبيان، لكن نشاطه في الدعوة والتبليغ جعله لا يجد الوقت ليمارس هوايته خصوصاً في السنوات الأخيرة، وبما أن المكوث في ساحة الاعتصام تبدو طويلة، يفكر الأسير في استقدام طاولتي بينغ بونغ ليتسلّى، عاش الأسير طفولته حتى النهاية، أما مراهقته فقال «لم أكن محبوساً، كل شيء كان مسموحاً في المنزل، ذهبت إلى حفلات مع والدي ومع أصدقائي.» يشير الأسير إلى أنه كان يحتقر كل من ينظر إلى الفتاة على أنها أداة للجنس، فقال «لم أكن افكر بهذه الطريقة، ومن هنا ينطلق البعض للقول أنني لم أعش مراهقتي، لكن أظن نفسي عشتها.»

### البيئة
من مدينة صيدا، البعيدة جنوباً 40 كيلومتراً عن بيروت، ولدت باغتيال النائب الصيداوي معروف سعد في بداية 1975 أولى المسببات الدموية لحرب أهلية اكتوى بنارها اللبنانيون طوال 15 سنة، وفيها سقط منهم ومن غيرهم أكثر من ربع مليون قتيل. وفي ظل الغالبية الشيعية تربى الأسير في حارة صيدا، كان يشارك أحياناً في مراسم العاشر من محرمّ مع أصدقائه، ولد الأسير في لبنان قبل ولادة الإنقسام السني الشيعي، في بيئة الأسير يومذاك لم يكن أحد يفرق ما بين الشيعي والسني، بعكس بيئته اليوم، حتى أنه لم يكن يدرك في الخمس عشرة سنة الأولى في عمره الفروق الحقيقية ما بين السنة والشيعة.
في تلك الفترة كانت عقدة الأحزاب بدأت تسيطر على أهالي المنطقة، فالأحزاب تقتل، تدمّر، والقيادات تكذب وتستغل دماء الناس. الحياد السلبي كان يستفز الأسير مذ كان صغيراً كما يقول، كان يغضب من صمت الناس، من سكوتهم على ما يعتقدون أنه خاطئ «هل يخافون السلاح في يد الميليشيات، عليهم أن يثوروا في وجه كل ما هو خطأ.» لم يكن الأسير معجباً بأي شخصية سياسية، حتى حين كان مراهقاً. لا مثال أعلى، لا خطاب سياسياً أو اجتماعياً استطاع جذب ذاك المراهق، أغلب الظن أن الأسير كان يرى نفسه زعيماً منذ ذلك الوقت، أو كان يرغب في ذلك، والزعيم لا يُعجب بالزعماء.

### مواقف وأحداث
في أحد شوارع حارة صيدا، وقف احمد، طفل السنوات السبع يشاهد أحد مسؤولي منظمة فلسطينية مسلحة يوجه الاهانات إلى والدته، ويضربها بالجنزير. يومذاك كان احمد عاجزا. وقف يبكي وحيدا. كان يعلم ان هذا المسؤول يعتدي على الناس مستقويا بمنظمته وسلاحها. لكن ما في اليد حيلة. حدث ذلك العام 1975 واليوم كبر احمد. تغيّر احمد. صار يهدد كل من يحمل سلاحا، ويعد بالويل والثبور. يقطع الطرق ويسيّر المسيرات. احمد، هو اليوم، الشيخ احمد الاسير.

## العمل
عمل الأسير منذ كان فتى في مجال الإلكترونيات، ثم في ورش البناء، لكنه لم يكن يصبر كثيراً على عمله، فراح يتنقل من عمل إلى آخر بلا ثبات. عمل الأسير مذ كان في الثالثة عشرة في إصلاح الإلكترونيات، كان يعمل ويدرس. بعد زواجه فتح محلاً خاصاً به لتصليح الإلكترونيات لكن الرحلة الدعوية التي قام بها إلى باكستان احتاجت إلى تمويل، فباع «العدّة» والسيارة وصيغة زوجته، وسافر وعاد إلى لبنان فقيراً بادئاً من الصفر تقريباً حيث عمل مضطراً في عرمون حيث كان يبنى مجمع للإيتام، ثم انتقل للعمل في معمل للحديد حيث كان العمل قاسياً جداً، فتركه الأسير وفتح فرناً للمناقيش، نجح كثيراً في هذا لكن الحرارة زادت التقوص القرني في عينه فاقفل الفرن واشترى بيك آب - شاحنة نقل - وعمل في نقل الخضار والفاكهة من صيدا إلى الشمال والبقاع، ثم تاجر بالسيارات، وبعدها بالدراجات النارية، ثم عاد وفتح فرناً مع شركاء، فتضاربت المصالح وفضّت الشركة، الآن للأسير محل للهواتف الخليوية يديره ابنه ومتجر للمواد الغذائية والخضار يديره شريكه.

## الحالة الأسرية
تزوج الاسير مرّة اولى عندما كان في العشرين من عمره، وأنجب من زوجته الأولى محمد وعبد الرحمن وعمر، ثم تزوج للمرّة الثانية قبل أربعة عشر عاماً لكنه لم ينجب من زواجه الثاني، لا يؤمن الأسير بمقولة الحبّ الأول هو الحبّ الأخير، أحب الأسير أول مرّة عندما كان في الرابعة عشرة، كان يعمل في محل إصلاح تلفزيونات، وقتها شاهد تلك الفتاة التي تمرّ من أمام المحل يومياً، اعجب بها، بل احبها، لكنه لم يعبر لها عن حبه، بقي صامتاً حرصاً منه عليها، ولم يكلمها، ليس خجلاً بل لأنه لم يكن يريد أن يتكلم عنها الناس هكذا يقول، استمر الحبّ أكثر من سنة ثمّ لم يحصل نصيب.
والأسير كارهٌ شهير للمدن وضجيجها، ويميل للعيش في الأرياف ويحب السكن في الريف، يحب الهدوء ويكره ضجيج المدن، هكذا عاش في حارة صيدا قبل أربعين عاماً وهو طفل صغير ولكن الحياة اضطرته للتنقل. اليوم، وبعدما تنقل كثيراً من منزل إلى آخر، استقر في عبرا حيث قسم منزله قسمين، قسماً لزوجته الأولى والقسم الثاني للثانية، لكنه تعرّض لمضايقات أجبرته على ترك منزله، انتقل الأسيرّ للعيش في قرية مسيحية - معظم سكانها مسيحيون - اسمها شواليق منذ نحو ستّ سنوات، المنزل الجديد بعيد نحو 1500 متر من أقرب منزل. وهذا حلم الاسير. «لكن برّي ونصرالله اعادوني إلى المدينة، الله يهديهم».

## الحرب اللبنانية
وأكثر ما أحدث تغييراً في شخصية الأسير هو الاجتياح الإسرائيلي للبنان في 1982 لأنه شكّل نقطة تحول في حياته وجعله يبتعد عن الجو الفني في بيته، فقد ذكر أنه بدأ يفكر بعد الاجتياح وحرب شرق صيدا وسقوط العديد من القتلى، وأراد التعرف إلى الأديان، فعانى من أهله الذين رفضوا الفكرة «ليس لأنهم ضد الدين، بل لأنهم كانوا خائفين من كل شيء اسمه أحزاب» كما قال. ثم التزم الأسير دينياً وبعد أشهر قليلة التحق بـ الجماعة الإسلامية وأمضى 4 سنوات في صفوفها، قبل أن ينضم إلى عمل الدعوة والتبليغ وهي مجموعة غير حزبية تقوم بجولات للدعوة في الداخل والخارج ولا تتدخل في السياسة.
اعتبر الأسير أكبر من عمره دائما، هكذا كان يقال عنه. بعد الاجتياح الإسرائيلي للبنان، وعند بدء حرب شرق صيدا بدأ التحول في حياة الأسير. أطل الخطر عبر القصف والعنف والمعارك على صيدا، هنا بدأت الأسئلة تجول في رأس المراهق، يقول:«بدأت اسأل عن سرد الحياة، من خلقنا، وكيف؟ لماذا هناك مسيحي وسني وشيعي؟» في تلك الفترة لم يكن الأسير متديناً، لم يكن يصلّي، لكن الإشكاليات التي طرحها على نفسه جعلته يأخذ قراره. قرر الأسير يومذاك التزام الدين والبحث عن الحقيقة لم يجد أمامه سوى الجماعة الإسلامية فانتسب إليها والتزم العمل معها نحو 4 سنوات. صيت الجماعة الإسلامية كان بدأ يسطع، بدأ الناس ينظرون إلى المنتمين للجماعة على انهم أُناس صادقون، يقاتلون إسرائيل ويستشهدون. أراد الأسير من الجماعة أن تقربه من دينه، أن توصله إلى الحقيقة، وهذا ما لم يحدث. لم تستطع الجماعة الإسلامية أن تجيب عن أسئلة الأسير. كان الخطاب الديني فيها محصوراً بمسألة الجهاد والقتال، وهذه، وفق الأسير «أفكار سطحية وبسيطة عن الدين.» أراد الأسير أن يكون منظراً يتأثر به الناس، ولا يتأثر بهم. العمل في صفوف الجماعة لم يعجب والد الأسير، كان يعتبر ان ابنه انتزع فالأفكار التي كانت تسيطر على عقل الابن أزعجت الأب الفنّان. بدأت الانتقادات المتبادلة، فالابن كان يرى في عمل أبيه عملاً مخالفاً للدين والشريعة، والأب لم يكن معجباً بأفكار ابنه. وصل الخلاف إلى ذروته عندما أراد الأسير المشاركة في دورات تدريبية عسكرية، فغضب والده وضربه، مما دفعه إلى ترك المنزل فترة طويلة، وأقام في غرفة مهجورة لأيام.
مسيرة الأسير انتهت عندما بدأ يرى الجماعة تستعمل الخطاب الديماغوجي. في كل الأحوال ابتعد الأسير عن الجماعة الإسلامية عندما وجد ضالته عند جماعة الدعوة والتبليغ فشارك في رحلة لمدّة 40 يوماً إلى البقاع، أسس بعدها عمل الدعوة والتبليغ في صيدا والجنوب.
بعيداً من كون والدة الأسير شيعية تبرز بعض الحوادث التي يمكن أن تكون لها دلالة في مسألة علاقة الأسير والطائفة الشيعية أو التنظيمات السياسية الشيعية. أثناء مشاركة الأسير في رحلة دعوية تبليغية في قرية تدعى البرغلية قضاء صور العام 1989 اعتقلته ومن كان برفقته مجموعة مسلحة من حركة أمل، عومل الأسير ورفاقه معاملة سيئة كما منع عن تلاوة الأذان من دون ذكر عبارة أشهد أن علياً ولي الله كما وجهت إليهم الإهانات والشتائم الطائفية، أما علاقة الأسير مع حزب الله فبدأت عندما كان في صفوف الجماعة الإسلامية يقيمون مخيمات تدريب مشتركة في إحدى قرى شرق صيدا، هناك كان يستمع إلى محاضرات الأمين العام للحزب آنذاك عباس الموسوي. حينذاك لم تكن هناك مشكلات أو حساسيات، لكن الأسير بدأ يجد أن عناصر حزب الله لا يريدون الانفتاح عليه لمجرد أنه من طائفة مختلفة. كان الأسير يصلح الكاميرا الوحيدة التي كان يستعملها مقاتلو حزب الله لتصوير عملياتهم.
ويروي الأسير حادثة أثرت كثيراً في نظرته:«كنا في عملية استطلاع لموقع عسكري إسرائيلي عندما طلبنا من عناصر الحزب ان يعرفونا إلى المنطقة، لكي نستطيع الانسحاب في حال حصول طارئ، الا ان الحزب تلكأ كثيرا حتى وصلنا إلى يوم العملية. هنا فكرت بكل شهداء الجماعة الاسلامية وتساءلت: هل يريدنا الحزب ان نموت ليستغل دمنا كما فعل مع من سبقنا؟» يؤكد الأسير أنه أول من رفع صورة للإمام الخميني في صيدا، لكن الصدمة كانت قاتلة عندما قال له أحد قياديي حزب الله «ان الخميني قام بما لم يستطع فعله الأنبياء.» يومذاك صعق الأسير، ومذ ذاك لم يستطع فهم عقيدة حزب المقاومة.

## النشاط الدعوي
بعد الإجتياح الإسرائيلي للبنان عام 1982 وما رافق ذلك من دمار في البلاد وسقوط للشهداء قرر أحمد الأسير بالالتزام الديني ثم التحق بصفوف الجماعة الإسلامية لمقاتلة إسرائيل وعملائها في الجنوب اللبناني كان عمره بالكاد يتجاوز 15 سنة ضل في المقاومة نحو أربع سنوات ثم إنسحب. لاحقاً تولى الأسير إمامة وخطبة مسجد بلال بن رباح في عبرا في صيدا مُصراً على أنه مُستقل حيث رفض أن يكون تحت عباءة التيار السلفي أو الدعوة والتبليغ أو الإخوان المسلمين، ذاع صيته حين انتقد أحد المشايخ الشيعة في خطاباته الأخيرة معتبراً أن ما قاله الأخير «تطاول على أصحاب رسول الله.» أثار الأسير بلبلة وضجة في منطقة صيدا وما حولها بشأن الهدف من هذه الخطب، ورغم الانتقادات التي لاقاها والاتهامات التي وجهت إليه من تحريض مذهبي، إلا أننا لا يمكننا تجاهل الاستقطاب الذي لاقاه في ساحة الشهداء، بالإضافة للأصوات التي أيدته أمام مسجد بلال بن رباح.
عمل الأسير في حقل الدعوة منذ العام 1989 وأخذ مواقفاً دفاعاية عن الأمة الإسلامية وعن العقيدة وعن المظلوم، خصوصاً حين أصبح هناك تمادٍ على الطائفة السنية سواء من 7 أيار أو غيره، الأمر الذي يتعاطف معه كل المسلمين، لذلك تصاعدت الشعبية، ويعتبر الأسير أن شعبيته تعود إلى مقاربته ملفات حساسة كالظلم في سوريا والذي يسكت عنه الجميع على الرغم من المشاهد المؤلمة لعشرات القتلى والجرحى والمشردين، وأشار الأسير إلى أن بعض السياسيين لا يرون أن ملف تدمير المساجد حساس، وهو أمر استفزازي بالنسبة للمسلمين عامة والمتشددين خاصة.
هدف الأسير من خلال خطاباته هو سخط الظلم والعنف الذي تطبقة الأنظمة على الشعوب، إضافة إلى ترسيخ معالم الدين الإسلامي ونشره، مصمماً على أنه لا يخطب في الجامع لنشر الفتن. ومن الملاحظ أنه يؤكد دائماً أنه ليس لديه أي تحريض طائفي مذهبي، أما الفئات الإسلامية التي تدعم الأسير وتؤيد مواقفه هم السلفيين وحزب التحرير والإخوان المسلمون، ولا طالما أكد الأسير أنه لا يهدف للسياسة ولا للوصول إلى النفوذ، بل عمله وخطاباته من أجل مفهوم الإسلام ونشر الثقافة الإسلامية في المنطقة، وكان اللافت في خطابات الأسير هو توجهه إلى المسيحيين باستمرار لطمأنتهم وحثهم على البقاء، في مستنداً أنه يسكن في منطقة الشواليق وهي منطقة مسيحية مع عائلته ولا يكنّ أي نزعة كراهية للون الآخر.

### مسجد بلال بن رباح
أسس الأسير في العام 1997 مع عدد من أصدقائه مسجد بلال بن رباح في منطقة عبرا شرق مدينة صيدا عاصمة جنوب لبنان، متخذاً منه مقراً لنشر الدعوة ولإقامة الأنشطة الدينية والدعوية، ومنذ بناء المسجد وأحمد الأسير خطيب المسجد وإمامه فبعد تمايز أحمد الأسير عن جماعة الدعوة والتبليغ في مسائل عدة أسّس مع مجموعة من إخوانه مسجد بلال بن رباح رضي الله عنه في (1 رمضان 1418 هج - 30 كانون الأول 1997م) في منطقة عبرا في مدينة صيدا وكان مسجداً صغيراً في مساحته ثم تمت توسعته في السنوات اللاحقة نتيجة الأعداد المتزايدة لرواده. حرص الشيخ منذ البداية على أن يكون المسجد على نهج الكتاب والسنة، يعتمد في تمويل نشاطاته على تبرعات المصلين والمحبين، غير مرتبط بأي جهة سياسية أو حركة دينية فكان على الرغم من تواضع تجهيزاته وعمرانه تجديدا لمفهوم المسجد في الإسلام إذ أن الأعمال فيه لا تقتصر على الصلوات الخمس وخطبة الجمعة فقط، بل كان منارة يخرج منه دعاة من كافة شرائح المجتمع بجماعات متعددة تتجول في المقاهي والأماكن العامة والتجمعات البشرية للدعوة إلى الله، وكل ذلك بالنفس والمال وهو ما عُرف بـ «الخروج في سبيل الله»، إضافة إلى دروس إيمانية تربوية يومية يلقيها الشيخ بين المغرب والعشاء يحضرها المئات من الرجال والنساء، ودروس منهجية في الفقه والتوحيد وغير ذلك. هذا عدا عن استضافة العلماء والمتخصصين في كافة المجالات من مختلف مناطق لبنان لإلقاء محاضرات شهرية عامة في المسجد.
قيل عنه أنه يتمتع بشخصية هادئة وكاريزما طاغية، هو محدث لبق، صريح في كل مواقفه وتحركاته لا يخاف لومة لائم ما جعله يأسر قلوب جمهور كبير، كما يتمتع بالقدرة على تجنيد محبيه لنصرة دعوته ومواقفه ما جعله مرجعية دينية واجتماعية لهم، الأمر الذي جعلهم يعودون إليه في حل نزاعاتهم واستشاراتهم التربوية والعائلية.

وعلى الموقع الرسمي للمسجد عبر رواده بالقول:
مسجد بلال باختصار هو تجديد لمفهوم المسجد في الاسلام إذ أن الأعمال فيه لا تقتصر على الصلوات الخمس وخطبة الجمعة فقط، بل أن الشيخ يلقي درساً يومياً بين المغرب والعشاء يحضره المئات من الرجال والنساء، ويعرف هذا النشاط بالتعليم اليومي, كما أن هناك شورى يومية بعد صلاة العشاء لتنظيم أعمال المسجد من خدمة للمصلين وغيرها من أمور الدعوة .. ويخصص الشيخ موعداً أسبوعياً لأسئلة رواد المسجد فيما يخص دينهم ودنياهم كل يوم خميس بين المغرب والعشاء .. وموعداً للحوار معهم في أي موضوع يريدون طرحه بعد صلاة العشاء من يوم السبت، وموعداً للمذاكرة في أمور الدعوة والداعية كل أربعاء بعد صلاة العشاء، وكذلك مواعيداً للدروس المنهجية من فقه وتوحيد ونحوه بعد العشاء من بعض أيام الأسبوع... هذا عدا عن استضافة العلماء والمتخصصين في كافة المجالات من مختلف مناطق لبنان لإلقاء محاضرات شهرية عامة في المسجد .. وللنساء في المسجد حظ وفير, فلهن طابق خاص في المسجد يستمعن فيه إلى الدروس والمذاكرات... بما في ذلك الحضانة الداخلية التي تقدم العناية بالأطفال خلال درس الشيخ .. كما أن هناك موعداً خاصاً أسبوعياً يقدمه الشيخ لتعليم النساء قبل صلاة الظهر من كل يوم خميس.. وهناك مكتبة موسوعية في أحد طوابق المسجد بالإضافة إلى لقاءات خاصة مع الشيخ للتعليم والحوار... 

### الأسير وفضل شاكر
ومن باب الفن نسجت الظروف علاقة بين الأب والمطرب اللبناني فضل شاكر الأصغر من أحمد الأسير بعام، وعن تلك العلاقة قال أحمد الأسير:«شاكر صديق الوالد، وكان يشارك في حفلاته، ومعرفتي به ليست قديمة، بل نشأت بسبب تردده على مسجد بلال بن رباح بعد تقديمي واجب العزاء له في وفاة والدته.»

## الدخول في السياسة
لم يكن خطاب أحمد الأسير بعيداً عن مقاربة الأمور السياسية كما عبر عن ذلك في العديد من المقابلات الصحفية، بدءاً من فلسطين إلى حرب أفغانستان والعراق والمشروع الأيراني في المنطقة حيث اتخذ الأسير سلسلة من المواقف والتحركات من أبرزها: خطبة أحداث 7 أيار 2008، ومواقف الأسير من التطاول على السيدة عائشة  ثم توالت الأحداث التي جعلت من أحمد الأسير متنفساً لفئة مكبوتة سياسياً ومفتقدة لمن يرفع صوتها ليسمع. كما عرفه القاصي والداني كرجل خطواته وئيدة ومواقفه جريئة فكان أول من ناصر ثورة الشعب السوري من خلال سلسلة من التحركات والاعتصامات والتظاهرات التي قام بها مع مناصريه ومن أبرزها اعتصام ساحة الشهداء في وسط بيروت، بالإضافة لمواقف في إطار إعادة التوازن في لبنان ورفع هيمنة الأحزاب التابعة لإيران ومن أبرزها حزب الله وحركة أمل من أهمها اعتصام الكرامة الذي قطع فيه الطريق الرئيسي الرابط بين الضاحية الجنوبية لبيروت وجنوب لبنان مدة خمسة وثلاثين يوماً على قيادات هذه الأحزاب وعرقل تحركاتها. كما أثيرت العديد من الشبهات حول جهد أحمد الأسير وتمويله المالي وتبعيته السياسية إلا أنه يصر دائماً على عدم تبعيته لأحد.
في لبنان اشتد الانقسام على خلفية الأحاث السورية وفي لحظة غياب الاعتدال السني مع إقصاء زعيم تيار المستقبل، ونمو الخطاب المتطرف تعززت ظاهرة الأسير، فبوقوفه في وجه حزب الله وأمينه العام تمكن أحمد الأسير من جذب بعض الشبان، توفرت له الأموال فتحول إلى حالة سنية في وجه الحالة الشيعية الحزبية، أعلن الأسير فتوى الجهاد ووزعت صور له داخل القصير شكك بصحتها في ما بعد. وسع الأسير نشاطه فتنقل معتصماً مناصراً أهل السنة في عدد من المناطق اللبنانية، وبات له أنصار يدافعون عنه، حتى أنه أراد التوسع باتجاه المناطق المسيحية بالمسايرة حينا وبإقامة الرحلات السياحية حينا آخر وببيع منزله في شواليق لأحد أبناء القرية المسيحيين. أسر الأسير دوارة صيدا ونصب مخيمه ولم يقبل أن يزيلها قبل الحصول على وعد جدي من المسؤولين بالعمل على معالجة موضوع السلاح لا سيما سلاح حزب الله، كان يرفض الأسير في كل إطلالاته الإعلامية لفظ عبارة حزب الله التي استبدلها في البداية بـ حزب المقاومة ومن ثم بـ حزب اللات. ذكرى عاشوراء كانت المحطة الأولى التي برز فيها أول احتكاك للأسير مع حزب الله وسقط له قتيلان، شقق سكنية في منطقة عبرا قال الأسير إن مجموعات مسلحة من الحزب تسكن فيها كانت شرارة اندلاع أول وأخطر اشتباك بين مجموعات الأسير وسرايا المقاومة التابعة لحزب الله، تمكنت الوساطات من إقناع الأسير من سحب مسلحيه بعد وعد باخلاء الشقتين قبل الاثنين وهو الموعد الذي حدده الأسير كموعد أخير قبل الحسم، أرجأ الأسير موعد الحسم من أجل تمرير الامتحانات الرسمية فسقط في الامتحان الامني.
أخذت دعوة أحمد الأسير للاعتصام في ساحة الشهداء للوقوف بجانب أهالي سوريا أهمية بالغة على الساحة البنانية المحلية، وجاء تنديده بالنظام السوري والعنف النظامي على رأس كل فقرة قرءها.
سطع نجم أحمد الأسير مع بداية الحوادث السورية العام 2011 منطلقاً بداية من انتقاد تغلغل حزب الله في المناطق السنية وعدم مراعاة خصوصيتها، ثم انتقاد ومهاجمة مشاركة الحزب في الحرب السورية إلى جانب النظام، ليتحول الأسير إلى حالة قائمة بذاتها بعدما نجح بخطابه المعادي لحزب الله وإيران في استقطاب عدد كبير من الشبان والمناصرين، فرفع شعار نزع سلاح الحزب وإقفال شققه في عبرا مطالباً إياه بالخروج من سوريا، لكن مواقف وتحركات الأسير سرعان ما بدأت تتخذ طابعاً صدامياً مع حزب الله وسراياه في صيدا وجوارها، الأمر الذي كان يشكل عامل قلق وتوتير للمدينة التي فقدت اثنين من شبابها برصاص سرايا المقاومة التابعة للحزب خلال اعتراض الأخير بالرصاص تحركاً للأسير ومناصريه في تعمير عين الحلوة نهاية العام 2012. ولجأ الأسير مرات عدة إلى قطع طرقات رئيسية وحيوية لصيدا والجنوب في محاولة للضغط على البيئة الحاضنة للحزب، الأمر الذي كان يؤثر سلباً على صيدا وأهلها وقطاعاتها ومرافقها أكثر مما كان يؤثر على حزب الله وحلفائه، واستمر خطاب الأسير التصعيدي يتوالى خلال النصف الأول من العام 2013 متخذاً طابع التعبئة النفسية والعسكرية في آن حين أعلن الأسير الجهاد وتشكيل ما يسمى كتائب المقاومة الحرة فاتحاً باب التطوع. وكانت حادثة الاعتداء على حاجز الجيش في عبرا عصر الثالث والعشرين من حزيران 2013 هي الشرارة الأولى لتلك الأحداث أدت إلى مقتل عدد كبير من ضباط وجنود الجيش وبعض المدنيين ومقتل عدد من عناصر الأسير وإلى إنهاء حالته وتحوله مع 71 آخرين من مناصريه إلى مطلوبين للعدالة.

### التعبئة والمجاهدة
لاحقاً هدّد أحمد الأسير الأربعاء باللجوء إلى الخيار العسكري ضد حزب الله ما لم يتم إخلاء شقق يقطنها مسلحون من الحزب بالقرب من مسجد يؤم فيه الأسير الصلاة في صيدا جنوب لبنان، في غضون أربعة أيام. قال الأسير لوكالة الأنباء الفرنسية «نحن حتى الاثنين المقبل ملتزمون بالتهدئة. بعد الاثنين لن نلتزم بشيء، ولن نقبل بوجود الشقق التي تستفزنا والتي هي سبب لاعتداءات كثيرة علينا. إذا لم يتم الانسحاب من الشقق، لدينا خيارات عدة، منها الحل الأمني العسكري كالذي حدث أمس.»
اندلعت اشتباكات يوم الثلاثاء في منطقة عبرا بصيدا بين أنصار الأسير وأنصار حزب الله أسفرت عن مقتل شخص وإصابة آخرين بجروح. وأكد الأسير أن أنصاره تعرضوا لإطلاق نار الثلاثاء من شقق قريبة من مسجد بلال بن رباح في عبرا الواقعة عند طرف صيدا. وكان مصدر أمني أفاد بأن مسلحين موالين للشيخ أحمد الأسير فتحوا النار في عبرا في اتجاه شقتين قريبتين من المسجد الذي يؤمه الأسير وشكا الأسير في الماضي من أن هاتين الشقتين اللتين يقطنهما عناصر مسلحون من حزب الله يتولون مراقبته يأتي ذلك في وقت حذر رئيس حكومة تصريف الأعمال اللبناني نجيب ميقاتي من أن لبنان يعيش مرحلة صعبة جعلته في خطر، داعياً إلى النأي بالنفس عن الأوضاع في سوريا ومناقشة القضايا اللبنانية على الطاولة لا في الشارع وأكد ميقاتي - في كلمة وزعها مكتبه بعد ظهر اليوم الأربعاء - أن الانقسام السياسي والطائفي في البلد بلغ مستويات خطيرة.. وأقولها بكل صراحة، حتى بات الكيان في خطر إذا لم نسارع جميعاً إلى رأب الصدع ولملمة مرتكزاتنا الوطنية بالحوار الصادق لحل خلافاتنا ومهما اشتدت الانقسامات فقدرنا العودة إلى الحوار والعيش معاً ومناقشة قضايانا على الطاولة لا في الشارع وأضاف ميقاتي أن النأي بالنفس عن الأوضاع القائمة في المنطقة ضروري لكل الفئات اللبنانية، لأن أي تدخل في أي أمر لا يعنينا سيجلب المزيد من الشرور على لبنان ووحدته الداخلية، لا سيما في ظل الانقسام الحاد بين اللبنانيين.
يأتي هذا التحذير في الوقت الذي أعلنت فيه جماعة تطلق على نفسها سرية المجاهدين السورية - على لسان أحد مقاتليها في تسجيل بالفيديو بثته يوم الثلاثاء - أنها قتلت أربعة رجال شيعة وهم يحاولون دخول سوريا هذا الأسبوع أضافت أن هؤلاء القتلى أعضاء في حزب الله اللبناني الذي يقاتل مع قوات الرئيس السوري بشار الأسد لقمع الانتفاضة الشعبية في البلاد.
فخلال الاشتباكات التي اندلعت بين مناصرين لأحمد الأسير ومناصرين لحزب الله في عبرا شرق مدينة صيدا قُتل شخصاً وأصيب أربعة آخرون بعد ظهر الثلاثاء مما دفع بالجيش اللبناني إلى التدخل وتعزيز انتشاره في شوارع المدينة وقد قُتل شخص في صيدا من طرف أنصار أحمد الأسير داخل متجره وتدعي المصادر إلى أن أنصار الأسير هم من بدؤوا في إطلاق النار بعد تعرض أحد عناصرهم لهجوم من قبل أشخاص عندما كان في سيارته في عبرا معقل أنصار حزب الله. وبدوره قال مصدر أمني لوكالة الأنباء الفرنسية إن مسلحين موالين للشيخ الأسير أطلقوا النار في عبرا مشيراً إلى أن إطلاق النار استهدف شقتين قريبتين من المسجد الذي يؤمه الأسير، وقال إنهما يضمان عناصر مسلحين من حزب الله يتولون مراقبته. من ناحيته أكد مصدر طبي في صيدا مقتل شخص عجوز وإصابة أربعة آخرين بينهم اثنان من المقاتلين. اندلعت الاشتباكات في منطقة عبرا في مدينة صيدا الساحلية جنوب لبنان بين جماعة الأسير وشبان من المنطقة استخدمت فيها الأسلحة الرشاشة ما ادى إلى الجيش اللبناني إرسال تعزيزات إلى منطقة الاشتباكات في عبرا. في الأثناء عزز الجيش انتشاره في شوارع مدينة صيدا في جنوبي البلاد، محذرا من أنه سيطلق النار على أي مسلح، وذلك في بيان أصدره بعد ساعات من اندلاع الاشتباكات، وقالت قيادة الجيش إنه قرابة الساعة 15:00 (12:00 بتوقيت غرينتش) وعلى خلفية حادث سير حصل في مدينة صيدا، انتشرت عناصر مسلحة في محلة عبرا (شرق صيدا) وأقدمت على إطلاق النار مما أدى إلى وقوع بعض الإصابات بين المواطنين، وذلك تزامنا مع قيام أشخاص آخرين بقطع طرق في المدينة وأكدت قيادة الجيش تدخل وحدات الجيش المنتشرة في المنطقة والتي تم تعزيزها بوحدات إضافية، وهي تعمل على إخلاء المظاهر المسلحة وفتح الطرقات وإعادة الأوضاع إلى طبيعتها، وأنذرت جميع المسلحين بوجوب الانسحاب الفوري من الشوارع، وقالت إنها لن تسمح بانتشار الانفلات الأمني وستطلق النار على أي مسلح وسترد على مصادر إطلاق النار بالمثل.

## أحداث مسجد بلال/ أحداث عبرة
اندلعت يوم 23 يونيو/ حزيران 2013 معارك عنيفة بين الجيش اللبناني ومسلحين موالين للأسير إثر هجوم على حاجز عسكري، بعد سلسلة تحركات لأنصاره تخللتها عمليات قطع طرق واعتصامات وقعت المواجهات بين المجموعة التي يتزعمها والجيش اللبناني وانتهت المعارك التي استمرت نحو 24 ساعة بسيطرة القوى العسكرية على المربع الأمني للأسير في بلدة عبرا قرب صيدا كبرى مدن جنوب لبنان وقتل في هذه المعارك 18 عسكرياً و11 مسلحاً وتوارى الأسير وعدد من رفاقه بعدها عن الأنظار. ثم أصدر القضاء اللبناني يوم 28 فبراير/ شباط 2014 قراراً ظنياً بإعدام 56 شخصاً في أحداث عبرا، أبرزهم الأسير وعلق الأخير على هذا القرار بالقول إنه لا يعيره أي اهتمام. وبرز الأسير على الساحة اللبنانية قبل نحو عامين، وعرف بمواقفه الحادة من النظام السوري وحزب الله.
وبلغ عدد ضحايا الجيش اللبناني في الاشتباكات الدائرة مع أنصار الشيخ أحمد الأسير بالمدينة منذ الأحد بلغ 15 قتيلاً ونحو مائة جريح، إضافة إلى وجود عدد غير محدد من الجثث داخل مسجد بلال بن رباح حيث يتحصن أنصار الأسير، في حين أعلن الجيش اللبناني عن دخوله المجمع الأمني الذي يتحصن به المسلحون. وكان أنصار الأسير قد تحدثوا عن مقتل أحد مسلحيهم حتى صباح اليوم، لكن نقل عن مصادر مقربة من الأسير وجود عدد غير محدد من القتلى داخل مسجد بلال بن رباح الذي يتحصنون فيه، وهو يقع ضمن مُجمع أمني في بلدة عبرا شرق المدينة. وأفادت مصادر أمنية لبنانية بأن الجيش أحكم سيطرته على مجمع الأسير ووصل إلى محيط المسجد ليحكم السيطرة عليه، بينما تتواصل الاشتباكات مع بعض القناصة المتمركزين على أسطح الأبنية.
وأكدت المصادر وقوع اشتباك بين الجيش ومجموعة مسلحة على الكورنيش البحري لمدينة صيدا، حيث أصيب عدد من المسلحين بجروح في حين فر الباقون، بينما ذُكر أن حدة المعارك تراجعت بعدما دفع الجيش بتعزيزات إلى المنطقة. ومن جهة أخرى، قال مصدر أمني إن الاشتباكات استمرت طوال الليل بين الجيش ومسلحي جماعة جند الشام في منطقة التعمير بمخيم عين الحلوة في صيدا، حيث استعملت الأسلحة الرشاشة وقذائف آر بي جي. وطلب رئيس المكتب السياسي لحركة المقاومة الإسلامية (حماس) خالد مشعل من رئيس مجلس النواب اللبناني نبيه بري التوسط لدى الجيش لوقف الاشتباكات في محيط المخيم، وأنه تم التوافق على وقف لإطلاق النار في المنطقة منذ ظهر.
وفي الأثناء، تحدثت وسائل إعلام محلية عن حركة نزوح كبيرة منذ صباح اليوم من صيدا باتجاه بيروت، كما نقلت أنباء غير مؤكدة عن خطف المسلحين اثنين من جنود الجيش. وكان فجر اليوم قد شهد اجتماعاً في صيدا بين ممثلين عن هيئة علماء المسلمين وقيادة الجيش اللبناني لمحاولة وقف الاشتباكات، لكن المسؤول السياسي للجماعة الإسلامية في صيدا وجنوب لبنان بسام حمود أوضح أن قيادة الجيش لم تبد تجاوباً مع مطالبهم بوقف إطلاق النار لسحب المدنيين والجرحى من مناطق الاشتباك والحوار مع الأسير، رغم حصولهم على وعود إيجابية من قيادات سياسية وعسكرية قبل اللقاء، بحسب قوله. وحمل الشيخ سالم الرافعي في مؤتمر صحفي عقده بعد الاجتماع مسؤولية فشل المبادرة على طرف ثالث غير الجيش كان يريد استمرار المعركة وارتكاب مجزرة في جامع بلال بن رباح، مشيراً إلى أن الجيش رفض وقف إطلاق النار ساعة واحدة فقط. وأضاف الرافعي أن الهيئة لن تتواصل بعد الآن مع الدولة ولن تتدخل في ضبط الشارع، متسائلاً أليس لأهل السنة حرمة مثلهم مثل أي طائفة أخرى.
وقالت مراسلة الجزيرة إلسي أبي عاصي إن تحصن المسلحين داخل المسجد يزيد من حساسية الموقف ويعطي الصراع بعداً طائفياً، مشيرة إلى تردد الكثير من التساؤلات في الشارع اللبناني عن سلاح حزب الله الذي لا يتعامل معه الجيش بنفس الطريقة. وتضاربت الأنباء بشأن سلامة الشيخ الأسير وإصابته في الاشتباك بالرغم من تأكيد الرافعي على أنه بصحة جيدة، في حين أصدر المدعي العام العسكري في لبنان صقر صقر اليوم بلاغات بحث وتحر في حق الأسير و123 شخصاً بينهم شقيقه والمغني المعتزل فضل شاكر، إضافة إلى باقي أفراد مجموعته الذين يتم البحث عنهم. وفي طرابلس سحب الجيش اللبناني آلياته التي كانت منتشرة داخل المدينة، تزامناً مع انتشار محدود لدوريات رجال الشرطة. وأضاف المراسل أنه لوحظ انتشار لمسلحين في ساحة النور وسط المدينة، كما تحدث عن إغلاق محلات وإقفال عدة طرقات رئيسية منذ الأمس، بينما نشرت وسائل إعلام محلية صوراً لتوزع المسلحين في شوارع المدينة وإغلاقهم عدة طرق.

### سرايا الشيخ أحمد الأسير
انتشر فيديو عبر مواقع التواصل الاجتماعي لمجموعة تطلق على نفسها اسم سرايا الشيخ أحمد الأسير تهدد باستهداف حزب الله جواً وبحراً وبراً وباستهداف كل طائرة إيرانية تنقل له السلاح. وظهر في الفيديو 3 أشخاص يحملون السلاح، وفي الخلفية علم لا اله الا الله باللون الأسود ولم يتم التأكد من التحقق من جدية هذا الفيديو ومضمون الرسالة. فقد نشر مسلحون يطلقون على أنفسهم اسم سرايا الشيخ أحمد الأسير مقطع فيديو تحت عنوان إعلان هام من سرايا الشيخ أحمد الأسير الموجه للرافضة هددوا فيه باستهداف الطائرات الإيرانية في بيروت لأن إيران تنقل السلاح إلى حزب الله عن طريق مطار رفيق الحريري، وقال المسلحون الذين ظهروا في الفيديو:
وكان الأمين العام لحزب الله اللبناني حسن نصرالله قد أشار مؤخراً في احتفال تأبيني في ذكرى أربعين القائد في حزب الله مصطفى بدر الدين أن تمويل حزب الله ورواتب حزب الله وسلاح حزب الله يأتي من إيران وطالما أن في إيران يوجد أموال فنحن لدينا أموال، مشيراً إلى أن المال لا يصل عبر المصارف وكل مصارف الدنيا لا تستطيع أن تعيق وصول الأموال.

### الاختباء والتخفي
ظهر أحمد الأسير في شريط مصور بث يوم الأحد للمرة الأولى منذ تواريه عن الأنظار إثر معارك بين مسلحين موالين له والجيش اللبناني موجهاً انتقادات لاذعة إلى المؤسسة العسكرية، وقال الأسير في الشريط الذي بث على موقع يوتيوب ونشره حسابه الرسمي على موقع تويتر «إن مؤسسة الجيش هي أكثر مؤسسة مهيمن عليها، بل هي الأداة الأهم والأولى لحزب الله في الداخل اللبناني.»
ودعا الأسير الضباط والجنود السنة إلى الانسحاب من الجيش اللبناني بسبب عدم وجود توازن في هذه المؤسسة، وسألهم «هل أنتم قادرون على حماية أهل السنة؟» ونصحهم بسؤال علماء الدين عن حكم بقائهم في هذا الجيش. وشدد على أن لبنان اليوم مهيمن عليه هيمنة كاملة من المشروع الإيراني، من الولي الفقيه ومن خلال حزب الله وحركة أمل. وتوعد الأسير هاتين الجماعتين وجمهورهما قائلاً «لن نركع لكم ولن نستسلم لكم، وأنا على يقين أنه من المستحيل أن نكمل العيش معكم إلا من بعد تكسير رأسكم بعد الظلم اللاحق بنا.» ولم يمكن التحقق من تاريخ الشريط، لكن الأسير تطرق إلى نقاشات جرت في الجلسات النيابية لمنح الحكومة الثقة، والتي عقدت يومي الأربعاء والخميس. ومنذ اختفاء الأسير بعد معركة عبرا في يونيو/حزيران 2013 تضاربت الروايات حول الظروف التي سمحت بفراره من أرض المعركة واختبائه لاحقاً أكثر من سنتين في أماكن مجهولة، وبينما كان البعض يقول إنه يقيم في مخيم عين الحلوة، تحدثت معلومات عن وجوده بحماية أحد مشايخ هيئة العلماء المسلمين في طرابلس شمال لبنان. وعاود الأسير إطلاق تسجيلات صوتية وتغريدات عبر حسابه الرسمي على موقع التواصل الاجتماعي تويتر، ووجه في تلك الرسائل انتقادات إلى سوريا وإيران وحزب الله إضافة إلى الجيش اللبناني الذي يتهمه بالتواطؤ مع الحزب، وبث من خلال حسابه على تويتر أشرطة مصورة يقول إنها تظهر مشاركة عناصر من حزب الله إلى جانب الجيش في مجزرة عبرا.

## القبض عليه
أعلن جهاز الأمن العام اللبناني إيقاف أحمد الأسير في مطار بيروت الدولي أثناء محاولته السفر إلى مصر صباح يوم السبت 15 أغسطس/آب 2015 في المطار بينما كان يحاول الهرب من البلاد، مشيراً إلى أنه قام بتغيير مظهره أبرزها حلق ذقنه الطويلة وتغيير نظارته وطريقة لباسه، حيث أوقفه الأمن العام في الطائرة وكان برفقته شخص، مشيراً إلى أن الموقوفيْن كانا يحملان جوازين مزورين أحدهما باسم ماهر عبد الرحمن والثاني باسم خالد سيداني. ثم أحيل للسلطات المعنية للتحقيق معه.
وقالت مصادر أخرى في الأمن العام اللبناني إنه قبض على الأسير بينما كان متوجهاً للمغادرة برفقة شخص آخر نحو نيجيريا عبر العاصمة المصرية القاهرة، بعد حوالي سنتين من المطاردة، كان الأسير يحاول الخروج من لبنان عبر وثيقة سفر فلسطينية مزورة باسم رامي عبد الرحمن طالب وتعتبر عملية الاعتقال هي حصيلة متابعة دقيقة لتحركات للأسير من قبل أكثر من جهاز أمني أفضت إلى تحديد ساعة تنفيذ عملية الاعتقال. وبدى أن الشيخ الأسير غيّر شكله عبر حلق لحيته، فيما ظن بعض المحللين من الصورة التي سربت له أنه قد يكون أجرى أكثر من عملية تجميل، ويعتبر الأسير فار منذ عامين وهو ملاحق لتورطه في معارك دامية ضد الجيش اللبناني ولصلته بمسلحين.
وبحسب الاستخبارات اللبنانية فإن الأسير كان يخطط للتوجه إلى نيجيريا عبر مصر، وكان جوازه يحتوي على تأشيرة دخول غير مزورة إلى نيجيريا. يذكر أن الجيش اللبناني نفذ منذ عدة أشهر عمليات رصد وملاحقة لأتباع الأسير الذين ساندوه في ما عرف بمواجهات عبرا كبرى مدن جنوب لبنان شرق صيدا. وفي عام 2013 أوقف مرافق الأسير الشخصي وهو يحاول الفرار عبر مطار بيروت عقب مواجهات مع الجيش.
وكشف أحمد الأسير خلال استجوابه أن رفيق دربه الشيخ يوسف حنينة الذي كان ضمن الدائرة الضيقة التي بقيت مرافقة له طوال فترة تواريه عن الأنظار، تمكن من مغادرة لبنان إلى تركيا عبر مطار بيروت بواسطة مستندات مزوّرة خلال شهر رمضان وأفاد الأسير بأن نجاح حنينة في السفر شجّعه على محاولة الهرب بالطريقة نفسها، وأن الأخير كان يتولى التنسيق مع أشخاص في نيجيريا لتأمين سفر الأسير إليها، وتبيّن أن حنينة هو الشخص الذي جرى تداول صورته حليق الذقن مرتدياً نظارة باعتبارها تعود إلى الأسير قبل أن تُسرّب صورة الأسير الحقيقية.
يذكر أن الأسير مطلوب بموجب مذكرة توقيف نتيجة اتهامه بالتحريض والمشاركة في مواجهات مع الجيش اللبناني في مدينة صيدا جنوبي لبنان في يونيو/حزيران 2013 وكان الجيش اللبناني نفذ منذ أشهر عدة عمليات رصد وملاحقة لأتباع الأسير الذين ساندوه فيما عرف بمواجهات عبرا - منطقة شرق صيدا - كما أوقف عام 2013 مرافقه الشخصي وهو يحاول الفرار عبر مطار بيروت بعد المواجهات مع الجيش.

### تداعيات الاعتقال
فور شيوع نبأ اعتقال الأسير اعتصمت زوجته ونساء بعض مناصريه في صيدا، وطالبن بإطلاق سراحه. وعملت القوى الأمنية على فض الاعتصام الذي تخلله تدافع مع السيدات. ووصف رئيس جمعية اقرأ الشيخ بلال دقماق اعتقال الأسير بالنبأ الحزين، معتبراً أن حزب الله هو من أوقع به في فخ القتال ضد الجيش اللبناني وتساءل:«لماذا يلقى القبض على الأسير فيما غيره قتل من الجيش اللبناني، وقتل رئيس الوزراء الراحل رفيق الحريري ولا يستطيع أحد الوصول إليه أو اعتقاله.» ورأى دقماق أن اعتقال الأسير أعاد فتح جرح كاد أن يندمل بعدما شارفت محاكمات موضوع موقوفي عبرا على نهايتها، والآن اعتقال الأسير سيؤدي إلى تحقيقات ومحاكمات جديدة وأضاف «لماذا لا يحاسب إلا أهل السنة وهم الأكثرية ويعتقلون ويقتلون، محملاً زعماء السنة وممثليهم في الحكومة المسؤولية عما تتعرض له الطائفة دون أن يحركوا ساكناً إلا للحفاظ على زعامتهم.» أما المحلل السياسي المقرب من حزب الله فيصل عبد الساتر فرأى في توقيف الأسير إنجازاً يسجل للأجهزة الأمنية معتبراً أن بعض التحركات التي قد تلي توقيف الأسير ستكون بمثابة امتحان للأجهزة الأمنية والقوى السياسية المختلفة واختباراً لهيبة الدولة لتكون حاسمة في أمرها في أن الأسير مطلوب ويجب أن يحاكم بحسب القوانين، وقال عبد الساتر إن ظاهرة الأسير انتهت عندما قُضي على جماعته بعد أن كبدت الجيش اللبناني خسائر بشرية، فتحولت جماعته من العمل الميداني إلى التغريد عبر مواقع التواصل الاجتماعي واعتبر أن إلقاء القبض على الأسير يدحض الرواية التي كان يجري تداولها حول أن الأجهزة الأمنية اللبنانية تواطأت وتركته يفر من ساحة المعركة قبل عامين، قائلاً إن اعتقاله يؤكد الجدية في ملاحقة المطلوبين.
وأعادت القوى الأمنية فتح الأوتوستراد الطريق السريع الشرقي لمدينة صيدا في الاتجاهين بعد أن قطعه أنصار الأسير لفترة قصيرة احتجاجاً على اعتقاله.
وظل الأسير طليقا منذ الاشتباكات التي اندلعت بين أنصاره والجيش اللبناني عام 2013 والتي أدت إلى مقتل 17 جنديا على الأقل.
ثم أشرف الأسير على مشاركة أتباعه في القتال إلى جانب المعارضة المسلحة في سوريا ردا على مشاركة مقاتلي حزب الله في العمليات العسكرية التي يشنها الجيش السوري ضد المسلحين.
ويذكر أن الأسير مطلوب على ذمة قضية تعود إلى يونيو/حزيران 2013 عندما قبض على أحد أتباعه وفي سيارته أسلحة غير مرخصة عند نقطة تفتيش عسكرية في مدينة صيدا الواقعة على نحو 40 كيلومترا جنوبي العاصمة بيروت.
وانتقد الأسير تكرارا مواقف حزب الله الشيعي من السنة في لبنان وما وصفه بالتحيز الطائفي ومشاركته في قتل السنة في سوريا عبر إرسال جنوده للقتال مع النظام السوري.
من جهته، أشار الكاتب الصحفي حسن عليق إلى أن الخناق ضاق على أحمد الأسير، وأنه أشاع قبل أشهر أنه خرج من لبنان، لكن الأجهزة الأمنية تمكنت من الحصول على معلومات تؤكد أنه لا يزال في الداخل اللبناني.
وأكد عليق أنه هرب إلى الشمال حيث أمن له المأوى من قبل بعض أعضاء هيئة علماء المسلمين، وبعد الاشتباكات مع الجيش اللبناني فر إلى جهة أخرى إلى أن تم إلقاء القبض عليه.
أما الخبير في شؤون الإرهاب مازن شندب، فتساءل حول نية الدولة اللبنانية في القبض على أحمد الأسير؟، بمعنى هل هي تورطت في إلقاء القبض عليه، حسب تعبيره.
وقال مازن شندب «الأمر مرتبط بالتركيبة اللبنانية، وأن المسألة مرتبطة بوضع السنة في البلد، وبحزب الله وعناصر الجيش، الذين هم في قبضة جبهة النصرة وداعش، ومرتبطة أيضا بتمدد داعش في حمص واقترابه من الحدود اللبنانية.» ورأى المحلل السياسي حبيب فياض أن اعتقال أحمد الأسير يشكل حلقة أساسية على طريق مواجهة الإرهاب في لبنان، وبمثابة رسالة واضحة لكل الإرهابيين بأن العدالة لا بد أن تأخذ مجراها الطبيعي. وكان قاضي التحقيق العسكري الأول في بيروت أصدر مذكرة توقيف غيابية في حق أحمد الأسير بسبب تورطه في حوادث أمنية، في الـ 23 من يونيو/حزيران 2013 وووقوع اشتباكات بين أنصاره والجيش اللبناني في بلدة عبرا قرب صيدا وأدت المعارك إلى مقتل 19 عسكرياً و11 مسلحاً، وتمكن الأسير وعدد من مرافقيه أبرزهم الفنان المشهور فضل شاكر، من الفرار وتواروا عن الأنظار منذ ذلك الحين.
وكان القضاء اللبناني طالب بالإعدام لأحمد الأسير، بتهمة تشكيل مجموعات إرهابية تستهدف الجيش ومؤسسات الدولة. فقد طالب القضاء إنزال عقوبة الإعدام بأحمد الأسير و53 آخرين بسبب المواجهات دامية ضد الجيش اللبناني صيف 2013 في جنوب لبنان.

## السجن

### الحالة الصحية
تدهورت صحة أحمد الأسير في معتقله لدى مخابرات الجيش اللبناني بعد نقله من وزارة الدفاع إلى سجن الريحانية القريب منها وفق مصادر من عائلته، ورفعت عائلة الأسير الصوت بعد زيارته في سجن الريحانية حيث تبين أن حالته الصحية تتراجع، في وقت طالب محاميه بتعيين لجنة طبية له ونقله إلى سجن رومية حيث يمكن أن يلقى عناية صحية أفضل، ووصفت شقيقته نهاد الأسير حاله بأنه يبدو كرجل كهل يمشي مرغماً، ولا يرى جيداً بعدما مُنع من استعمال نظارته الطبية، علماً أنه يعاني من مشاكل حادة في الرؤية ولا يستطيع أن يرى من دون نظارته، مضيفة أنه يتعرض لتعذيب نفسي شديد، وقالت نهاد الأسير «إنه بعد تلكؤ القوى الأمنية في السماح لهم بزيارته علماً أن من حقهم زيارته أسبوعياً، اكتشفت العائلة أنه جرى نقل الأسير من وزارة الدفاع إلى سجن الريحانية حيث وضع في زنزانة في الطابق الثالث تحت الأرض، وهو ما زاد من حساسية شديدة يعاني منها. وبدى الأسير وكأنه على وشك الموت، وهو ما عبر هو عنه أثناء الزيارة الأخيرة، لافتة إلى وجود آثار جروح على جسده سببها نوبة حكة تعرض لها بسبب الحساسية نتيجة عدم وجود دواء كاف.» وطالبت نهاد بمزيد من الاهتمام بصحة الأسير ونقله إلى مكان يمكن فيه تأمين رعاية صحية جيدة له، لافتة إلى أن شقيقها يأخذ 14 نوعاً من الدواء يومياً، وطالبت بتأمين حقوق له مشابهة لحقوق أي سجين في أي دولة لديها عدالة في العالم، وذكرت أن والدته منهارة بسبب وضع ابنها الصحي.
ولفت رئيس مؤسسة لايف الحقوقية المحامي نبيل الحلبي إلى أن العناية الطبية لا تقدم للأسير ولا يتناول طعامه في الوقت المناسب وهو مريض بداء السكري وهذا يعرض حياته للخطر، مضيفاً أن سجن الريحانية سجن عسكري غير مؤهل لاستقبال موقوفين لفترات طويلة مثل الأسير، وقال الحلبي إن الأسير سجين سياسي معروف بمناهضته لحزب الله رغم أن تهم إرهاب موجهة له، رافضاً أي تدبير عقابي بحقه خارج إطار القوانين، ومطالباً بمعاملته كسجين عادي له حقوق تضمنها القوانين الدولية التي وقع عليها لبنان. من جهته، رأى رئيس جمعية اقرأ الشيخ بلال دقماق أن ما يتعرض له الأسير لا يخرج عن الجو العام الذي يجري من خلاله التعامل مع الموقوفين السنة في لبنان، متسائلاً لماذا هذه القوانين الخاصة تنطبق على طائفة معينة فيما هناك مذكرات توقيف بالآلاف لا يوقف أصحابها؟ وقال دقماق إن حزب الله يسيطر على مفاصل الدولة وبالتالي يعذب من يخطئ بحقه من قبل مخابرات الجيش، معتبراً أن أحمد الأسير إذا كان مخطئاً فليحاسب بعدالة ويقدم للقضاء وينال المحاكمة العادلة التي يستحقها أي موقوف.

### زيارة هيئة العلماء المسلمين
لم تترك هيئة العلماء المسلمين إمام مسجد بلال بن رباح - الشيخ أحمد الأسير - وحيداً حيث زاره مشايخها عدنان امامة وخالد العارفي وأحمد عمورة، برفقة وكيله المحامي محمد صبلوح في سجنه في الريحانية، بعد حصولهم على إذن من النيابة العامة التمييزية. وهذه المرة الأولى التي يستقبل فيها الأسير ضيوفاً غير ذويه ووكلائه منذ توقيفه.
الزيارة جاءت للاطلاع عن كثب على الحال الصحية لـ أحمد الأسير الموقوف بعدما طلب ذووه من الهيئة المساعدة في تحسين ظروف توقيفه. أُخرج الأسير من زنزانته المنفردة للقاء ضيوفه في غرفة محايدة لنحو نصف ساعة، هناك استمعوا منه إلى شكاويه من تدهور صحته، ومن إقامته في سجن انفرادي منذ توقيفه، وأبلغهم أنّ السجّان استجاب لمطلب اللجنة الدولية للصليب الأحمر بإخراجه من السجن الانفرادي، فتقرّر جمعه مع موقوفٍ آخر، ولكن في غرفته نفسها التي لا يزيد طولها على متر و60 سنتيمتراً وعرضها عن متر و20 سنتيمتراً ولما رفض ذلك لضيق الغرفة، طُلِب إليه التوقيع على ورقة تُفيد بأنّه مسجون انفرادياً بناءً على رغبته.
كذلك شكا أحمد الأسير الموقوف من تفاقم مرض الربو لديه لتنشقه دخان سجائر السجناء، كون شباك غرفته يطل على باحة يخرج إليها السجناء يومياً، وتحدث عن طعام غير صحي لا يتناسب مع إصابته بمرض السكري. وطلب وكلاء أحمد الأسير من مفوض الحكومة لدى المحكمة العسكرية القاضي صقر صقر السماح بإدخال طعامٍ إليه، لكنّ الأخير رفض خشية تسميمه، فاقترح الوكلاء أن يُدفع للسجن ثمن طعامٍ له، لكن طلبهم رُفض أيضاً.
وذكر صبلوح أن الهيئة ستعقد مؤتمراً صحافياً في دار الإفتاء تتناول فيه حالة الأسير بعدما انخفض وزنه إلى ما دون 55 كيلوغراماً على أن المؤتمر سيطالب بنقل الأسير إلى سجن رومية المركزي، لأنّ وضعه الصحي في تدهور سريع. ونقل عن الصفحة الرسمية لهيئة علماء المسلمين أن الشيخ يعيش حالة موت بطيء، هذا في لبنان الذي يزعم أنه بلد المؤسسات وحقوق الإنسان.

بعد أن طالبت هيئة العلماء المسلمين في لبنان بنقل أحمد الأسير من سجن الريحانية إلى رومية لأسباب إنسانية، وذلك لتعرض أحمد الأسير لإعدام بطيء بقرار سياسي كيدي لا يمت إلى تحقيق العدالة بصلة، وحالته الصحية سيئة جداً بسبب هبوط كبير في السكّري، حيث يقبع في زنزانة لا تتعدى المترين ولا يتعرض لأشعة الشمس إلا 10 دقائق في الأسبوع كما أكدت الهيئة، وقالت هيئة علماء المسلمين في لبنان على موقعها الرسمي:
يذكر بأن الأمن اللبناني تمكن في الخامس عشر من شهر آب العام المنصرم من إلقاء القبض على الشيخ أحمد الأسير في مطار رفيق الحريري الدولي، أثناء محاولته الفرار إلى مصر بجواز سفر مزور، وكان مغيراً شكله الخارجي، والأسير مطلوب بموجب مذكرة توقيف نتيجة تحريضه ومشاركته في مواجهات مع الجيش اللبناني في مدينة صيدا جنوب لبنان في يونيو 2013.
لاحقاً رفض المدعي العام العسكري القاضي صقر صقر الطلب الذي تقدم به وكيل الدفاع عن أحمد الأسير المحامي أنطوان نعمة بنقل موكله من سجن الشرطة العسكرية في الريحانية في وزارة الدفاع إلى مبنى المعلومات في سجن رومية، وكان نعمة قد زار صقر نهاية الأسبوع الماضي وعرض له ظروف اعتقال الأسير في الريحانية بعدما انتابته بعد منتصف الليل، لمرات متكررة، حالات هبوط في السكر، كادت أن تفقده الوعي لعدم وجود عناية طبية منتظمة لازمة لوضعه الصحي، ولعدم توفير الغذاء الصحي المناسب. التفاؤل بالنقل تعزّز بعد أن شغر مكان في سجن المعلومات بنقل السجين الشيخ عمر بكري فستق إلى المبنى باء. بناءً عليه، تأمل هيئة الدفاع أن يملأ الشيخ أحمد فراغ الشيخ عمر. علماً بأن النقل يتطلب إشارة من صقر فقط.
مصادر قضائية متابعة رأت أن رفض الطلب كان منطقياً بالنظر إلى جرم الأسير وأجواء البلد الحالية، إضافة إلى أن محاكمته أمام المحكمة العسكرية لم تنطلق بعد بسبب التأجيل المتكرر للجلسات.
إلى ذلك، تنطلق في المحكمة العسكرية اليوم أولى جلسات المرافعة في ملف أحداث عبرا للمجموعة الأولى من الموقوفين الـ 71. وكان رئيس المحكمة العميد خليل إبراهيم، قد أعلن في جلسة محاكمة الأسير الأخيرة في 5 كانون الثاني الماضي، تقسيم الموقوفين إلى مجموعات، يبدأ وكلاؤهم بالمرافعات الثلاثاء والخميس كمرحلة أولى. لكن الأسير لن يساق إلى جلسة اليوم بعدما فصل إبراهيم ملفه عن ملف عناصره الـ 38 الموقوفين قبله، وأفرد له ملفاً خاص يضمه و33 موقوفاً. قرار إبراهيم بفصل الملفين استند إلى «مبدأ حسن سير العدالة مع مراعاة أحكام القانون وحفاظاً على المصلحة العامة لعدم جواز تأخير الدعوى، فلا تؤدي محاكمة الأسير إلى تأخير محاكمة الموقوفين».
علماً بأن توقيف الأسير تزامن مع وصول محاكمة بعض عناصره إلى المرحلة الأخيرة. لكن مصادر قضائية رجحت ألا تشهد جلسة اليوم بدء المرافعات، وأن تقتصر على إعادة تلاوة أوراق الملف بعد تغيير هيئة المحكمة مطلع الشهر الجاري وبتّ طلبات تقدم بها عدد من وكلاء الموقوفين.

## المحاكمة
أعلنت هيئة المحكمة العسكرية اللبنانية تأجيل جلسة محاكمة الأسير بعد أن طلب محامو الأسير التمهل في استجوابه للاطلاع على ملف التحقيق الأمني الذي خضع له بعد توقيفه في مطار بيروت الدولي خلال محاولته مغادرة البلاد، ومثل الأسير أمام المحكمة العسكرية للمرة الأولى، وادعت النيابة العامة العسكرية في وقت سابق على الأسير بجرم القيام بـ أعمال إرهابية والتخطيط لاغتيال شخصيات سياسية وقتل عسكريين، بالاستناد إلى مواد قانونية تنص على الإعدام، ويُتهم الأسير بالضلوع في مواجهات مع الجيش اللبناني في بلدة عبرا (جنوب) في يونيو/ حزيران 2013 وخلال مثوله في قاعة المحكمة اليوم لم يتفوه الأسير بأي كلمة خلال الجلسة القصيرة باستثناء الإجابة بكلمة نعم رداً على تحقق المحكمة من هويته، وبدا الأسير متجهماً خلال الجلسة وذقنه قصيرة وكان يرتدي عباءة ويحيط به عدد كبير من عناصر القوى الأمنية داخل قاعة المحكمة التي أحضر إليها من سجنه في وزارة الدفاع اللبنانية بعيداً عن مرأى وسائل الإعلام، وأثار محامو الدفاع خلال الجلسة مسألة تقدمهم في وقت سابق بطلب تعيين لجنة طبية للكشف على الأسير، وقرر القاضي إحالة الطلب إلى النيابة العامة لإبداء رأيها باعتبار أن الأسير ملاحق في قضايا أخرى.
طلب القضاء اللبناني يوم الجمعة الإعدام للشيخ أحمد الأسير، المناهض لحزب الله والنظام السوري، والمتواري عن الأنظار منذ المعارك بين أنصاره والجيش اللبناني في يونيو/ حزيران الماضي، ونقل عن مصدر قضائي قوله إن قاضي التحقيق العسكري الأول رياض أبو غيدا أصدر اليوم قراره الاتهامي في ملف أحداث عبرا بجنوب لبنان، المتهم فيه أحمد الأسير و74 شخصاً آخرين وطلب القاضي في قراره إصدار عقوبة الإعدام لـ 54 شخصاً بينهم الأسير وفضل عبد الرحمن شمندر المعروف بـ فضل شاكر، المطرب السابق الذي اعتزل الفن وبات من أقرب معاوني الأسير.
واتهم القرار هؤلاء بالإقدام على تأليف مجموعات عسكرية تعرضت لمؤسسة الدولة المتمثلة بالجيش، وقتل ضباط وأفراد منه، واقتناء مواد متفجرة وأسلحة خفيفة وثقيلة استعملت ضد الجيش وطلب القاضي عقوبة السجن المتفاوتة لعدد آخر، ومنع المحاكمة عن مدعى عليهم، وأخلى سبيل سبعة موقوفين.

### حكم الإعدام
في يوم 28 سبتمبر 2017 أصدرت المحكمة العسكرية اللبنانية حكمًا بإعدام الأسير بعد إدانته بقضية المواجهة العسكرية مع الجيش اللبناني - أحداث عبرا - التي وقعت في العام 2013 كما أُسلف. وقد عقدت جلسة المحاكمة برئاسة العميد الركن حسين عبد الله وحضور ممثل النيابة العامة العسكرية اللبنانية القاضي هاني الحجَّار والمستشار المدني القاضي محمد درباس. وقال الأسير أثناء مثوله أمام المحكمة العسكرية الدائمة: «أرفض الاعتراف بالمحكمة وما كل سيصدر عنها من أحكام مسيس والمحكمة سياسية ومرتهنة للهيمنة الإيرانية»، وقد اعتبر وكيل الدفاع عن الأسير محمد صبلوح أن الحكم غير قانوني وسياسي بامتياز، وقال أنه وموكله اعتكفا عن حضور الجلسات في المحكمة العسكرية بعد تقديم كافة الوثائق التي تثبت غدر حزب الله للجيش اللبناني. وأضاف قائلًا: «المحكمة العسكرية لا تريد أن تتجاوب معنا وكان قرار الاعتكاف عن الجلسات وعدم الاعتراف بالحكم بعدما رأينا أن وجودنا في المحكمة يأتي تحت قاعدة لزوم ما لا يلزم، ونحن اليوم ننتظر قرار الأمم المتحدة قريبًا ونأمل أن يدين القضاء اللبناني».
بِالإضافة إلى الحكم سالف الذكر على الأسير، أصدرت المحكمة حكمًا آخر بالإعدام على أمجد الأسير، شقيق أحمد الأسير، وحكمًا غيابيًا على المطرب فضل شاكر بالسجن لمدة 15 سنة مع الأشغال شاقة وتجريده من حقوقه المدنية.

### جلسة الخميس 4 يناير 2018
أشارت جريدة المُستقبل اللُبنانيَّة في عددها الصادر يوم السبت 6 يناير 2018، أنَّ الأسير أدلى بتصريحاتٍ مُختلفة خِلال جلسة مُحاكمته في أحداث عبرا، يوم الخميس 4 يناير 2018، فخرج عن صمته الذي التزم به خلال جلسات مُحاكمته السابقة، فقال أنه لم يمول «مجموعة حبلص» المنسوبة إلى الشيخ خالد حبلص، الذي دعا العسكريين اللُبنانيين من أهل السنة والجماعة في الجيش إلى الانشقاق عنه واللحاق بالمجاهدين في سوريا، لأن الجيش وفق تعبيره «تحول جيشًا إيرانيًا يُريد استهداف أهل السنة في لُبنان وكسر شوكتهم». وقال الأسير أنه دفع مبلغ مائة ألف دولار لحبلص في سبيل مُساعدة المُحتاجين في منطقته الفقيرة بِشمال لُبنان، وأنَّ حبلص كان يعتبر الجيش خطًا أحمر ولم تكن في نيته مقاتلته وإنه لا يدري ما الذي حصل معه لاحقًا. أضاف الأسير أيضًا تفاصيل هروبه من صيدا إلى طرابلس فمنطقة التبانة وثم إلى قرية بحنين قبل أن يعود أدراجه إلى صيدا ومنها إلى مخيم عين الحلوة، وقال إنه كان يسعى للسفر من لبنان عبر البحر وطلب مساعدة حبلص على ذلك لكنّ الأخير دعاه إلى العدول عن هذه الفكرة لكنه أصرّ على السفر وبنهاية المطاف لم يتمكن حبلص من مساعدته على السفر إلى أن وقعت أحداث بحنين مع الجيش - التي أدت إلى مقتل ضابطين وجُنديين - ما اضطرّ الأسير إلى الفرار من المنطقة بعدما مكث فيها مع زوجاته وأولاده وشقيقه أمجد في منزل كان حبلص قد استأجره له. بعد ذلك توجَّه الأسير إلى منطقة شرحبيل في صيدا ومنها إلى منطقة الحسبة حيث دخل عبر البساتين إلى مخيم عين الحلوة وأقام في منطقة حي التعمير. وتحدث الأسير عن تعذيبٍ تعرض له أثناء توقيفه لدى الأمن العام، وقال: «اللواء عباس إبراهيم ضربني على رأسي وقال لي: "تا تتعلّم كيف تسب الأوادم"». وقال الأسير أيضًا أن تُهمة تزعمه وإعداده خلايا نائمة تهدف إلى اغتيال شخصيات منها بهية الحريري وأمين عام تيار المستقبل أحمد الحريري والأمين العام للتنظيم الشعبي الناصري أسامة سعد، هي تهمة غير صحيحة وأنه ضُرب لِيعترف بها رُغم أنَّ لا قُدرة لهُ على الإعداد لمثل هذا الأمر، وروى أنه عندما علم بهذا الأمر استدعى شاهين سليمان الذي بدأ بجمع الشباب انتقامًا لما حصل في عبرا والتقاه في قرية بحنين وطلب منه عدم القيام بأي عمليات انتقامية لأنّ الأمر سيؤدي إلى اشتعال صيدا، وشدد على أنه لم يكن على علم بالأسلحة التي ضُبطت حينها وأضاف: «لو كنت أعلم بذلك لإعترفت بالأمر فأنا محكوم بالإعدام في ملف عبرا ظلمًا». وفي نهاية الإفادة أكَّد الأسير على عدم اعترافه بالمحكمة لأن حزب الله وحلفاؤه يُهيمنون عليها. وطالب وكلاء الأسير باستدعاء مدير عام الأمن العام اللواء عباس إبراهيم للشهادة، فردّت المحكمة الطلب وقررت استدعاء الشيخ حبلص لسماع إفادته.

## الإرث الثقافي
يعتبر أحمد الأسير الحُسيني شيخا سنيا لبنانيا ذا توجه سلفي، هو الذي شغل كل الأوساط في لبنان ولا يزال منذ اندلاع الثورة في سوريا حتى الآن حيث شكل حالة مثيرة للجدل في المجتمع اللبناني، فنجمه لم يسطع إلا مع بداية الحوادث السورية العام 2011 وكانت أولى إطلالاته منصباً نفسه مدافعاً عن السُنة، عندما طالب من محمد يزبك بالاعتذار بعد تعرضه للسيدة عايشة بعد أن انتقده في خطاباته، معتبراً أن ما قاله الأخير تطاول على أصحاب رسول الله وبالفعل أثار الأسير بلبلة وضجة في منطقة صيدا وما حولها بشأن الهدف من هذه الخطب، ورغم الانتقادات التي لاقاها والاتهامات التي وجهت إليه من تحريض مذهبي، إلا أنه لا يمكن تجاهل الاستقطاب الذي لاقاه في ساحة الشهداء بالإضافة للأصوات التي أيدته أمام مسجد بلال بن رباح، كما يعرف الأسير بأنه مناهض لحزب الله وللنظام السوري حيث نظم في عام 2012 باعتصام شل مدينة صيدا لأسابيع من أجل نزع سلاح حزب الله فاستطاع تشكيل جبهة معادية لحزب الله في مدينة عبرا التابعة لمحافظة صيدا بالجنوب. وكتبت فرانس 24:«لا يعد الأسير ذا شعبية واسعة في صفوف الطائفة السنية، ويقدر عدد أنصاره بالمئات. وقد تورط خلال السنتين الماضيتين في سلسلة أحداث مع الجيش ومع مسلحين موالين للحزب، وتميز بخطاباته النارية ضد نظام الرئيس بشار الأسد.»

### الأثر النفسي
في معلومة من منتصف العام الماضي ذكرتها جريدة النهار اللبنانية أن الأسير شاهد بعينيه في عام 1975 مسؤولاً بمنظمة التحرير الفلسطينية زمن وجودها المسلح آنذاك في لبنان وهو يوجه الإهانات إلى والدته ويضربها بالجنزير فوقف أمام المشهد عاجزاً من كل شيء إلا من البكاء؛ لأنه كان طفلاً عمره 7 سنوات، وربما لهذا السبب نشأ لديه كُره لأي معتمد على منظمته وحمايتها وسلاحها ليعتدي على الناس.

### قالوا عنه
كتب موقع مسجد بلال عن أحمد الأسير:
| أحمد الأسير الحسيني | اشتهر الشيخ أحمد بجهده المتميز في لبنان وخارجه على مدى أكثر من عشرين سنة في إحياء جهد الأنبياء في مساجد المناطق السنية في كل لبنان لا سيما في الجنوب وخاصة في مدينة صيدا التي ركّز فيها تواجده حيث مسجد بلال بن رباح في منطقة عبرا. ويجدر الذكر أن الشيخ أحمد اشتهر بجمال وقوة خطابه وحكمة مقاله وعذوبة أسلوبه وصدق مواقفه مما جعل رواد المسجد يثقون به ويلبون نداءه إذا دعاهم لنصرة دينهم وإخوانهم المستضعفين في كل مكان بكل سلمية وحضارة ورقي .. فتارةً يجمع التبرعات لإعمار وترميم بعض مساجد لبنان ... وتارة يقيم اللقاءات الايمانية الجماهيرية في الساحات العامة في مختلف المناطق اللبنانية .. وتارة يحضّهم على الإنفاق لدعم أهلنا في فلسطين و سوريا والصومال وبورما وغيرهم... وتارةً أخرى يستثير بهم الحمية للذود عن أهل السنة والجماعة وما يحاك ضدهم من مؤامرات تمس عقيدتهم وأمنهم وعرضهم فلا يتأخرون عنه بالتلبية .. وهذا ما شهدناه في الآونة الأخيرة في الفعاليات المؤيدة لأهلنا المظلومين في سوريا، إذ لبى الآلاف دعوته للاعتصام والتظاهر السلمي في العديد من المناطق اللبنانية... | أحمد الأسير الحسيني |

## الخط الزمني
- في عام 1997 أصبح الأسير إمام خطيب بمسجد بلال بن رباح في صيدا الذي بناه مع مجموعة من أصدقائه.[51][52]
- في عام 2011 كانت أولى إطلالات أحمد الأسير مدافعاً عن السُنة عندما طالب محمد يزبك بالاعتذار بعد تعرضه للسيدة عايشة.[9]
- في مارس/آذار 2012 دعى الأسير إلى التظاهر دعما للمعارضة السورية.[42]
- في مايو/أيار العام 2013 اشتبكت عناصره مع أفراد من حزب الله.[38]
- في 23 يونيو 2013 شهدت مدينة صيدا على مدى يومين أحداث دموية حيث دارت اشتباكات مسلحة بين الجيش اللبناني وأنصار أحمد الأسير وعناصر من حزب الله ما أدى إلى سقوط 18 من الجيش اللبناني وأكثر من 100 جريح وانتهى الأمر بفراره.[11]
- في 28 فبراير 2014 حكم القضاء اللبناني عليه بالإعدام.[12] بتمهة الإقدام على تأليف مجموعات عسكرية تعرضت لمؤسسة الدولة المتمثلة بالجيش، وقتل ضباط وأفراد منه، واقتناء مواد متفجرة وأسلحة خفيفة وثقيلة استعملت ضد الجيش.
- في 15 أغسطس 2015 أوقف أحمد الأسير في مطار رفيق الحريري الدولي أثناء محاولته الهرب خارج لبنان بعدما أجرى عملية تعديل في مظهره الخارجي بجواز سفر مزور.[13]
- في 28 سبتمبر 2017 أصدرت المحكمة العسكرية اللبنانية حكمًا بإعدام الأسير بعد إدانته بقضية المواجهة العسكرية مع الجيش اللبناني.[46]

## الوصلات الخارجية
- موقع مسجد بلال بن رباح الرسمي
- ماذا قال والدا احمد الاسير لـ«النهار»؟
- مقال أحمد الأسير معادلة لبنانية جديدة بقلم أحمد أبو دقة. مجلة البيان.
- تقرير الشيخ أحمد الأسير يملأ “الفراغ السني” في لبنان[وصلة مكسورة] مجلة المجلة.
- شباب “عبرا” قبل أحمد الأسير وبعده[وصلة مكسورة] السفير.